# Цезские народы
Цезские народы или дидойские народы — группа народов, проживающие в России (дидойцы, гинухцы, гунзибцы, бежтинцы, хваршины) и Грузии (бежтинцы и гунзибцы)
Разговаривают на цезских языках, которые образуют отдельную группу языков в составе аваро-андо-цезской ветви нахско-дагестанских семья языков, противопоставляясь аваро-андийской группе той же ветви. Различия между цезскими языками значительнее, чем между андийскими. Большинство свободно владеет аварским. Письменность на аварском языке. Верующие — мусульмане-сунниты.

## Расселение
Общая численность (вместе с андийскими народами) — 62 200 чел. (2021). Собственно цезские народности по переписи 2021 года составили 25 591 чел. в России, в том числе в Дагестане — 25 411 чел..
Исторически живут на юго-западе Дагестана в верховьях рек Андийское Койсу — в Цунтинском районе (цезы (дидойцы), гинухцы), на юге Цумадинского района (хваршины), и Аварское Койсу (точнее его притока Хзанор) — в Бежтинском муниципальном участке (бежтинцы, гунзибцы). Многие из них расселены в равнинном Дагестане.
Помимо Дагестана, также компактно представлены в Кварельском муниципалите Грузии (бежтинцы и гунзибцы).

## История
Впервые упоминаются у античных авторов I—II веков как дидуры (дидойцы). Под названием Дидо был известен союз сельских обществ, объединявший многие горские народы Западного Дагестана. Бежтинцы-капучинцы упоминаются в арабских географических сочинениях X века. Грузинские хроники упоминают энзебцев (гунзибцев) и хуайнов (хваршинов). С XV века начинается активная исламизация Цезских народов, связанная с усилением экспансии аварских (хунзахских) ханов. С этого времени Дидо распадается на ряд самостоятельных союзов сельских обществ. Процесс исламизации завершился в основном к концу XVIII века. В середине 1940-х годов значительное число семей Цезских народов было принудительно переселено на опустевшие чеченские территории. В 1957—1958 годах им было разрешено вернуться на исконные места.

## Быт и культура
Территориально-родственные общины (джамаат) объединялись в военно-политические союзы сельских общин («вольные общества»). Высшим законодательным органом общины был сход мужчин (с 15-летнего возраста). Исполнительная и судебная власть находилась в руках старейшин. Традиционные виды хозяйства — отгонное скотоводство, главным образом овцеводство, земледелие, ремёсла и промыслы. Со 2-й половины XIX века растёт товарное производство. В последние десятилетия XX века появились новые отрасли хозяйства (садоводство и др.).
Преобладала малая семья. Неразделённые братские семьи сохранялись эпизодически в силу экономической целесообразности. Большое значение имели кровнородственные союзы семей — тухумы. В джамаате могло быть от 2-3 до 7-8 тухумов (часто родственных между собой). Главы тухумов (чаще всего они же старейшины общины) представляли интересы своего тухума перед общиной и союзом общин. Тухум оказывал поддержку своим членам, давал им рекомендации и наставления, в его пределах был предпочтителен выбор брачных партнёров. В семьях господствовали патриархальные отношения.
Селения располагались по склонам ущелий, имели ступенчато-кучевую планировку. Доступ в селение, как правило, был возможен лишь по одной тропе. В селениях строились многоэтажные каменные боевые башни с бойницами. Наружу постройки были обращены глухими стенами с бойницами. Чаще всего в центре селения располагалась мечеть. В селениях было по нескольку годеканов — мест сбора и проведения досуга взрослых мужчин. Главный годекан обычно находился у мечети. Жилища каменные, 2-4-этажные. Стены верхних этажей часто строились из досок или плетёнки, обмазанной глиной.
Мужская одежда однотипна с одеждой других народов Дагестана: овчинные папахи, шубы, бурка, бешмет, черкеска, штаны с зауженными штанинами, на вздёржке, туникообразная рубаха без воротника, с длинными рукавами без манжет. Обязательным атрибутом мужского костюма был кинжал. Самый распространённый тип обуви — вязаные шерстяные сапоги с толстой простёганной шерстяной подошвой и загнутыми носками.
Женщины носили рубахи (туникообразного покроя или отрезные по талии), подпоясанные матерчатым поясом, штаны, скроенные из двух полотнищ, на вздёржке, меховые шубы, платки и шали. Непременным головным убором девочек и женщин был чепец-накосник чухту: небольшой мешочек, закрывающий волосы от лба до затылка и спускающийся по спине до пояса.
Основными продуктами питания были мука, крупы, толокно, сушёное и свежее мясо, курдюк, молоко, масло, сыр, свежие и сушёные фрукты. Из муки готовили пресный и кислый хлеб, лепёшки, несколько разновидностей хинкалов; из муки и круп готовили каши; мясо потреблялось чаще всего варёным, с хинкалом, иногда жареным; готовились пироги типа чуду и вареники (курзе) — с творогом, мясом, зеленью и др. Календарные праздники: день первой борозды, день встречи зимы и др. — отмечались спортивными состязаниями, разведением костров, процессиями ряженых и др. Сохранялись домусульманские представления, вера в чертей, джиннов, ведьм, домовых и др. Литература и фольклор — на аварском и родном языках.